# Afonso Pena
Afonso Augusto Moreira Pena (ur. 30 listopada 1847 w Santa Barbara w Brazylii, zm. 14 czerwca 1909 w Rio de Janeiro) – prezydent Brazylii w latach 1906–1909.
Za panowania Pedro II kilkukrotnie sprawował funkcję ministra. Po ogłoszeniu republiki był senatorem, prezesem Banku Państwowego w latach 1895–1898. W 1902 został wybrany wiceprezydentem, a w 1906 prezydentem. W czasie jego prezydentury poprawiła się sytuacja gospodarcza i finansowa Brazylii.
Alfonso Pena zmarł na zapalenie płuc w trakcie pełnienia urzędu, na 1,5 roku przed upłynięciem kadencji. Jego następcą został wiceprezydent Nilo Pecanha. 